# Kharkhar
|  | Per la Karkar o Qarqar on es va lliurar la batalla d'aquest nom, vegeu Qarqar |

Kharkhar (Ḫaṛḫar) fou un principat de la frontera oriental d'Assíria situat al nord d'Ellipi, entre aquesta regió i Parsua més al nord. Després fou també província assíria.
El 717 aC Sargon II d'Assíria va imposar el vassallatge a Manna. Després va atacar i matar el rei Ashur-li de Karallu (la població fou deportada a Hamath i el país convertit en província), i va fer fugir al rei Itti d'Allabria que quan fou atrapat fou també deportat a Hamath amb la seva família i un nou rei es va establir a Allabria o Allabra; el districte de Nikshamma amb la ciutat de Shurgadia, el governador de les quals Shepa-sharru, estava revoltat, fou sotmès i agregat a la província assíria de Parsua o Parsuah (també Parshua o Parsuash). Sargon va envair la Mèdia occidental on va derrotar el príncep o governador de Kishesim que tenia un nom assiri (Bel-Shar-usur) segurament perquè la influència assíria a la zona ja tenia uns anys; es va establir el culte assiri i el nom de la ciutat fou canviat a Kar Adar, i es va erigir una estela; la zona fou erigida en província amb capital a Kar Adar i abraçant la major part de Parsua amb els districtes de Bit Sagbat, Bit Khirmani, Bit Umargi i altres ciutats. La ciutat de Kharkhar, el governant de la qual havia estat expulsat, va córrer la mateixa sort i el seu nom va esdevenir Kar-Sharrukin (Ciutat de Sargon) i fou colonitzada per captius i erigida en capital d'una nova província (anomenada Kharkhar). Llavors fins a almenys 28 prínceps medes van anar a Kar-Sahrrukin a retre homenatge a Sargon i portant regals i tributs amb l'esperança de quedar protegits.
El 715 aC Sargon va retornar a la zona. Primer va recuperar el territori perdut mesos abans davant els urartians, que fou posat sota administració de governadors assiris; el governador local (que havia estat nomenat per Ullusunu, rei de Manna) Daiukku, identificat amb Deioces de Mèdia, fou deportat a Hamath. Yanzu de Namri va retre homenatge a Sargon, però al mateix temps es revoltava la província de Kharkhar, creada poc abans. Sargon la va recuperar i la va augmentar en mesura afegint-li nous territoris; la ciutat de Dur-Sharrukin fou fortament fortificada i es va erigir en una posició essencial enfront de Mèdia. Vint-i-dos o trenta-quatre prínceps medes (segons la font) van oferir tributs i regals a Sargon i van prometre un tribut anual de cavalls.
El rei Senaquerib va actuar vers el 702 aC al territori del poble kasshu (coseus) i el poble yasubigallu, que vivien a les muntanyes de Mèdia a l'est de Babilònia (actual Luristan); eren pobles semibàrbars i, per tant, la finalitat havia de ser únicament evitar les seves ràtzies; el país fou sotmès i presoners de guerra hi foren establerts mentre els nòmades locals foren obligats a establir-se a les ciutats. Va seguir cap a Ellipi on el rei Ishpabara, vassall assiri, no havia pagat el tribut. El rei d'Ellipi, conscient del que li venia al damunt, va fugir i Sennàquerib va entrar fàcilment a la seva capital, Marubishti, ocupant també els pobles de la rodalia amb la principal ciutat, Akkudu, les de Sisirtu i Kummakhu, i el districte de Bit Barrua (a la frontera amb el territori dels medes); una part del regne fou colonitzat i agregat a la província de Kharkhar (districtes de Bit Kilamzakh i Elenzash; el districte d'Elenzash fou rebatejat Dur Sinakhkhuriba) i la resta a la província d'Arrapkha. No obstant sembla que a la sortida de les forces assíries, Ishpabara va recuperar una part dels seus antics territoris si és que no fou acceptat pels mateixos assiris doncs la Cambridge history of Iran considera que Nibe havia guanyat la guerra i dominava la capital; que els assiris van dirigir a la zona set governadors provincials i la seva finalitat era l'annexió, però que finalment van permetre a Ishpabara regnar.